# Ecolog Arena
La Ecolog Arena, già nota come Stadio municipale di Tetovo (macedone: Градски стадион Тетово, Gradski Stadion Tetovo), è uno stadio situato a Tetovo, città della Macedonia del Nord, usato maggiormente per partite di calcio. Ha una capienza di 15.000 posti. Ospita le partite interne dello Škendija e del Teteks.
Lo stadio fu edificato nel 1980 e aprì i battenti il 26 luglio 1981. Nell'aprile 2015 iniziarono i lavori di rinnovamento dello stadio, conclusisi nel 2017. Il 19 luglio 2016 lo stadio fu rinominato Ecolog Arena dopo la firma di un accordo tra Ecolog International, azienda proprietaria dello Škendija, e il comune di Tetovo.
Ha ospitato una partita della nazionale di calcio macedone nel 1994.

## Partite internazionali
| Data                           | Competizione                   | Avversario                     | Risultato                      | Spettatori                     | Nota                           |
| Macedonia del Nord (1994-oggi) | Macedonia del Nord (1994-oggi) | Macedonia del Nord (1994-oggi) | Macedonia del Nord (1994-oggi) | Macedonia del Nord (1994-oggi) | Macedonia del Nord (1994-oggi) |
| ------------------------------ | ------------------------------ | ------------------------------ | ------------------------------ | ------------------------------ | ------------------------------ |
| 1994 aprile 12                 | amichevole                     | Albania                        | 5-1                            | 6.000                          |                                |